# 白象舞
白象舞，中国大陆云南省傣族的一种舞蹈。

## 起源
白象舞起源有一个故事：很久以前，勐巴纳西国的王子帕罕勒出生时，森林里走出来一只佩金带玉的小白象，小白象和帕罕勒朝夕相处，使得勐巴纳西国风调雨顺国泰民安。而勐巴纳西的邻国勐拉戛却恰恰相反，灾害多发，民不聊生。帕罕勒善念一起，将小白象赠送给了勐拉戛国，勐拉戛国的国运才转危为安。帕罕勒的举止被朝臣谗言，被父亲贬为了和尚，谪居深山老林。勐拉戛国的百姓听说其不幸遭遇，于是将小白象返还给了勐巴纳西。帕罕勒也被请回了勐巴纳西。在欢迎小白象和帕罕勒回归的庆祝仪式上，百姓纷纷载歌载舞，由此传承下来，就叫做“白象舞”。

## 道具
白象舞的道具制作需要准备一些材料，包括木料、竹子、棉花、白缎子、彩条、彩线等，工具则需要凿子、砍刀、铁锤、木钻、刨、锯等。第一步是制作龙骨架。第二步是编织身体，制造脊柱。第三步是装饰成白象模样。

## 动作
白象舞的舞步分为原地后踢步、踏步转身、前进或后退踏步、双吸腿跳、双脚跳步转圈、前腾跃步、抖身踏步一共七种舞蹈动作。两个男艺人配合象脚鼓、铓、钹等打击乐器模拟白象的种种动作。